# Resolució 1886 del Consell de Seguretat de les Nacions Unides
La Resolució 1886 del Consell de Seguretat de les Nacions Unides fou adoptada per unanimitat el 15 de setembre de 2009. Recordant les resolucions anteriors sobre Sierra Leone, i en particular la Resolució 1829, el Consell va decidir ampliar el mandat de l'Oficina de les Nacions Unides per a la Consolidació de la Pau a Sierra Leone (UNIPSIL) durant un any fins al 30 de setembre de 2010.
El Consell va subratllar la importància de l'assistència de la UNIPSIL en la preparació de les eleccions de 2012 i la Comissió de Consolidació de la Pau, entre d'altres, i va determinar que hauria de centrar els seus esforços en assistir al govern de Sierra Leone en la reforma constitucional, millorar les forces policials i afrontar la corrupció, el tràfic de drogues i la delinqüència organitzada. Alhora, demana al Secretari General l'elaboració de dos informes de progrés de cara a la transició de la UNIPSIL a un programa dirigit per l'equip del propi país.